# 関山藍果
関山 藍果（せきやま あいか、1989年2月12日 - ）は、日本の女性歌手。埼玉県熊谷市出身。堀越高等学校卒業。身長152cm。

## 概要
日本人の父とフランス人の母親をもつ。幼稚園の頃に「大きな古時計」の歌詞に影響を受けたのが歌手を志すきっかけとなる。中学時代にアカペラコーラス合唱団に所属し本格的に音楽を始め、2006年に楽曲「Aesthetic」でデビュー。
音楽プロデュースは作曲家の澤野弘之が務めている。関山は特定のレコード会社・レーベルとの契約はなく、またこれまでボーカルを担当した楽曲も澤野の要請によって実現されたものであるため、関山個人としての作品発表は当面ないものと思われる。
代表曲は「Aesthetic」など。『レコード会社直営♪』による着うたのダウンロードランキングでは、2006年6月にはトップ50位以内にランクイン、さらに同時期にはORICON STYLEの音楽配信で倖田來未の「恋のつぼみ」の1位に次いで2位にランクインした。

## 楽曲
- Aesthetic
  - フジテレビ系ドラマ『医龍 Team Medical Dragon』『医龍 Team Medical Dragon2』『医龍 Team Medical Dragon3』『医龍 Team Medical Dragon4』挿入歌
  - 『澤野弘之,河野伸 / 医龍 Team Medical Dragon original soundtrack』M-20収録（2006年6月7日発売、UNIVERSAL SIGMA）
  - 『澤野弘之 / 医龍 Team Medical Dragon2 original soundtrack』M-11収録（2007年11月28日発売、UNIVERSAL SIGMA）
  - 『澤野弘之,河野伸 / 医龍 Team Medical Dragon3 original soundtrack THE BEST』M-11収録（2010年12月8日発売、UNIVERSAL SIGMA）
- motherhood 〜me & my mom〜 <Vocal Ver.>
  - フジテレビ系ドラマ『東京タワー 〜オカンとボクと、時々、オトン〜』第5、7、9話 挿入歌
  - 『澤野弘之 / 東京タワー オカンとボクと、時々、オトン オリジナル・サウンドトラック』M-19収録（2007年3月7日発売、WARNER MUSIC JAPAN）
- Solitary Serenade
  - テレビ朝日アニメ『ZOMBIE-LOAN』第6話 挿入歌
  - 『澤野弘之 / ZOMBIE-LOAN ORIGINAL SOUNDTRACK』M-4収録（2007年9月19日発売、UNIVERSAL SIGMA）
- I love you
  - 松竹系公開映画『自虐の詩』イメージソング
  - 『澤野弘之 / 自虐の詩 オリジナル・サウンドトラック』M-17収録（2007年10月24日発売、UNIVERSAL SIGMA）
- Voice of Light
  - 『医龍 Team Medical Dragon original soundtrack』より【sprit】Vocal Ver.
  - 『澤野弘之 オリジナルアルバム musica』M-9収録（2009年7月15日発売、UNIVERSAL SIGMA）
- The Moment of Dreams
  - NHKスペシャル『ミラクルボディー』エンディングテーマ
  - （2008年6月4日着うたフル配信開始）
  - 『澤野弘之 オリジナルアルバム musica』M-4収録（2009年7月15日発売、UNIVERSAL SIGMA）
  - 『澤野弘之 NHK WORKS』M-6収録（2013年2月27日発売、SUZAK MUSIK）

### 参加楽曲
- BLUE DRAGON <strings ver.>
  - 『医龍2 Team Medical Dragon original soundtrack』M-20収録（2007年11月28日発売、UNIVERSAL SIGMA）、コーラス参加

## ライブ・コンサート
- ちょっと早めのクリスマスライブ!
  - 初ライブおよび初顔出し
  - 2007年12月9日：新宿MARZ
- 2009年9月17日 澤野弘之 1st Live「musica」会場…SHIBUYA BOXX